# مختار ندياي
مختار ندياي (بالفرنسية: Amadou Makhtar N'Diaye)‏ (مواليد 31 ديسمبر 1981) هو لاعب كرة قدم. يلعب مع منتخب السنغال لكرة القدم. سبق له أن لعب في كأس العالم لكرة القدم مع منتخب بلاده.

## روابط خارجية
- مختار ندياي على موقع رابطة كرة القدم الفرنسية للمحترفين (الإنجليزية)
- مختار ندياي على موقع قاعدة بيانات كرة القدم.إي يو (الإنجليزية)
- مختار ندياي على موقع ناشيونال فوتبول تيمز (الإنجليزية)
- مختار ندياي على موقع Soccerbase.com (لاعب) (الإنجليزية)